# Feszület

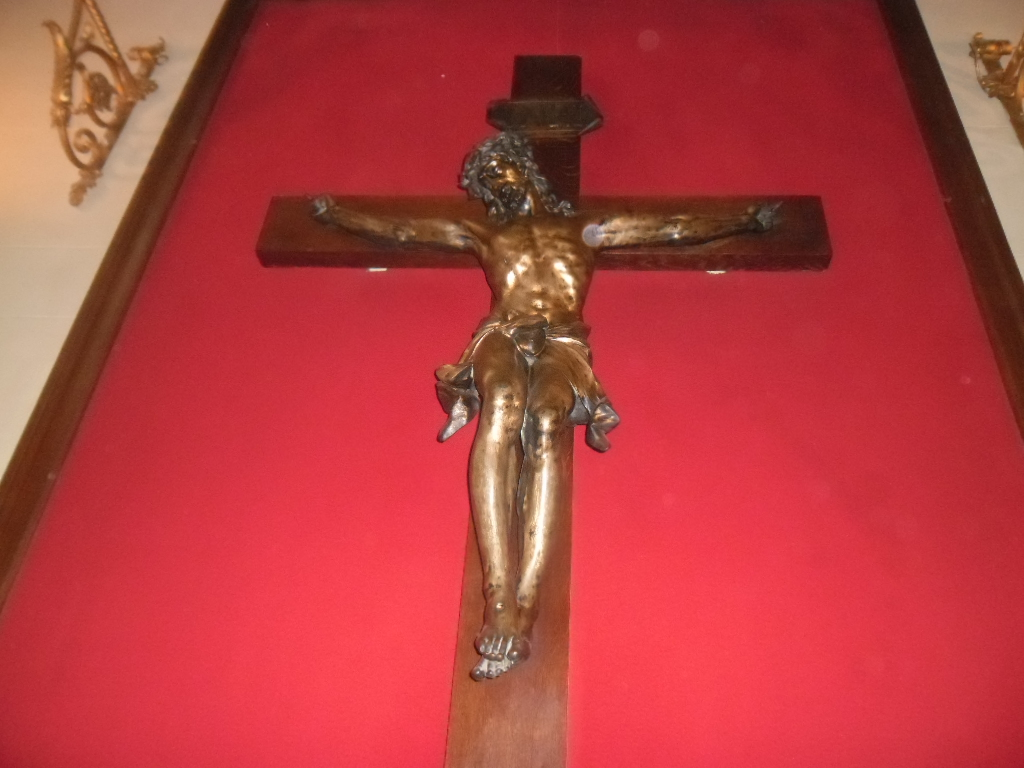

A feszület a megfeszített Krisztus ábrázolása a szobrászat eszközeivel. A kereszt anyaga lehet fém, fa, kő vagy elefántcsont. A kereszten függő Krisztust a kereszt nélkül korpusznak (latinul: test), míg a feszületet a korpusz nélkül kereszt néven említik. A kereszt a keresztény kultúrkörben Jézus megváltó szenvedésének és Isten tökéletes szeretetének a jele. Jézus a jeruzsálemi Golgotán, keresztre feszítve adta életét helyettesítő áldozatul. Feszületet helyeznek el a katolikus, ortodox és evangélikus templomok oltárán, vagy közvetlen közelében.
A feszület szó német megfelelőjét, a latin eredetű krucifix szót a magyar köznyelv századokon át káromkodás részeként használta.

## Története
Az első keresztény századokban  kerülték a keresztre feszített Jézus Krisztus ábrázolását, mert az Egyház az üldözések korában nem akart ijesztő képeket állítani a hívek szemei elé; ez az ábrázolás a felszabadulás után is csak lassan honosodott meg, mert nem akarták a pogányok csúfolódását kihívni vele. (A csúfolódásra fennmaradt bizonyíték az ú.n. Palatinusi gúnykereszt vagy palatinusi gúnyfeszület, amelyet a paltimusi római császári palotában találtak az udvari szolgafiúk épületében. A Kr. után 3. századból származó durva, szamarat ábrázoló rajz felirata: Alexemenosz imádja istent). A korpusz nélküli kereszt azonban már régen használatban volt.
Feszületeket az 5. században kezdtek készíteni. Az első századokban vagy egyszerűen a kereszt, vagy ezen egyes szimbólumok (hal, bárány) emlékeztették a híveket az Üdvözítő kereszthalálára. Az Üdvözítő középtestén vagy a mai szokásos fehér kendő van, vagy az egész testet tunika fedi. A középkor első századaiban a kereszten ábrázolt Krisztus élt; egymás mellé helyezett lábai egy-egy szöggel voltak oda szögezve, s a kereszt hosszú szárához erősített zsámolyon állott.
A görögkeleti egyházban most is élő Krisztust ábrázolnak. Nyugaton a 11. század végétől kezdve vált szokássá a kereszten Krisztus holt alakját ábrázolni. A kereszt kezdetben T, majd † alakú. A kereszt környezetében rendesen látható Szűz Mária, Szent János; a két lator keresztjei nincsenek mindig jelen; a feszület tövében sokszor Ádám és Éva, mint a megváltott emberiség képviselői állnak.

## Feszület három szöggel
A feszület három szöggel a feszületábrázolás formája, amely szerint Krisztus lábait egy szöggel rögzítették a keresztre, szemben a négy szöggel való ábrázolásokkal. Ez a  motívum először 1149-ben Brüsszelben tűnt fel egy keresztelőmedencén. A képzőművészetben a 13. században terjedt el, minden bizonnyal a torinói lepel hatására. A szobrászat 1230-35 táján vette át a motívumot (Wechselburg, győzelmi kereszt); ettől kezdve majdnem kizárólagossá vált. A feszület három szöggel motívum átalakította a feszületábrázolást: a suppedaneum, a Megfeszített talpa alatti deszka eltűnt a keresztről.

## Képgaléria

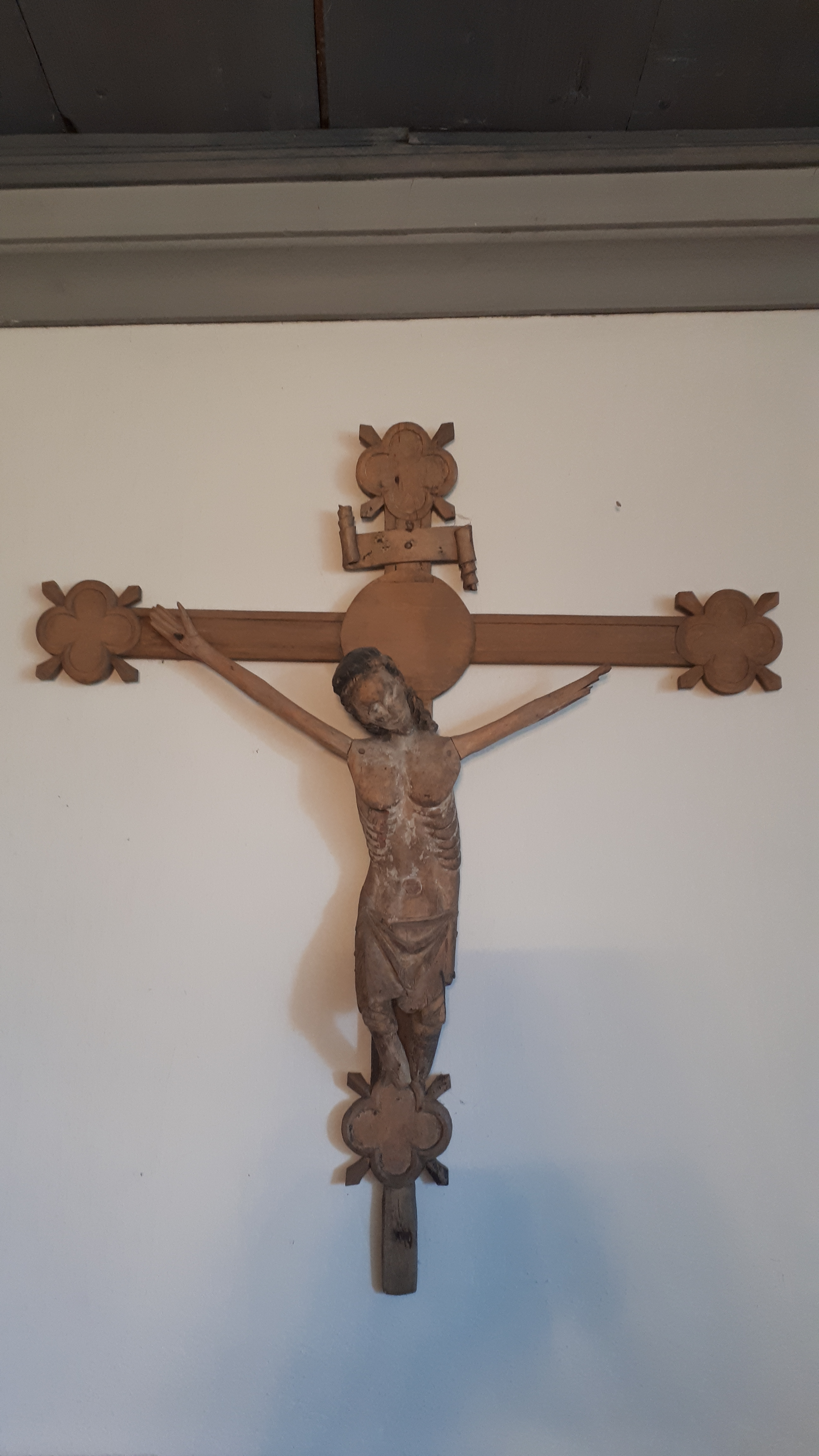
Feszület az 1300-as évekből
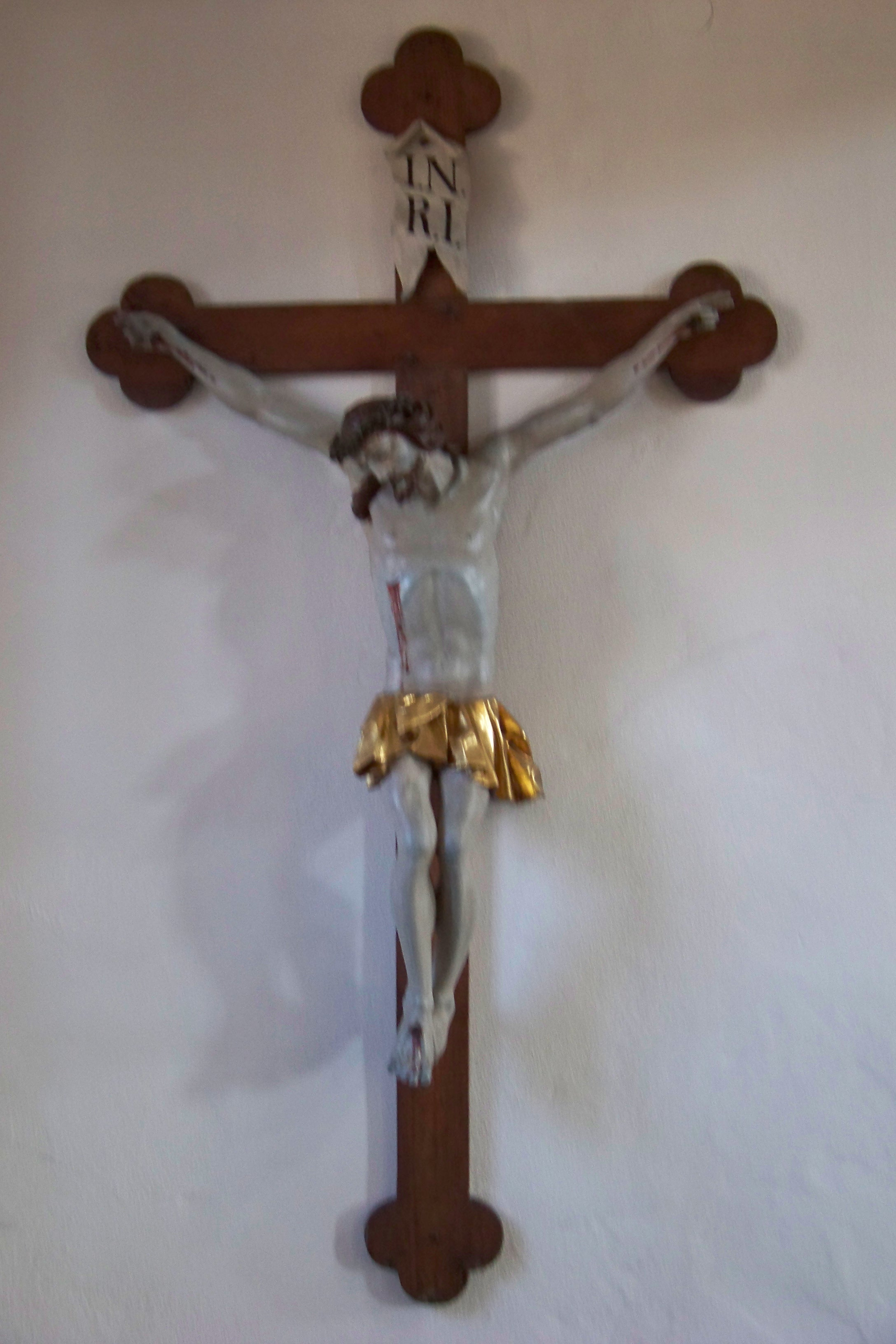
Feszület
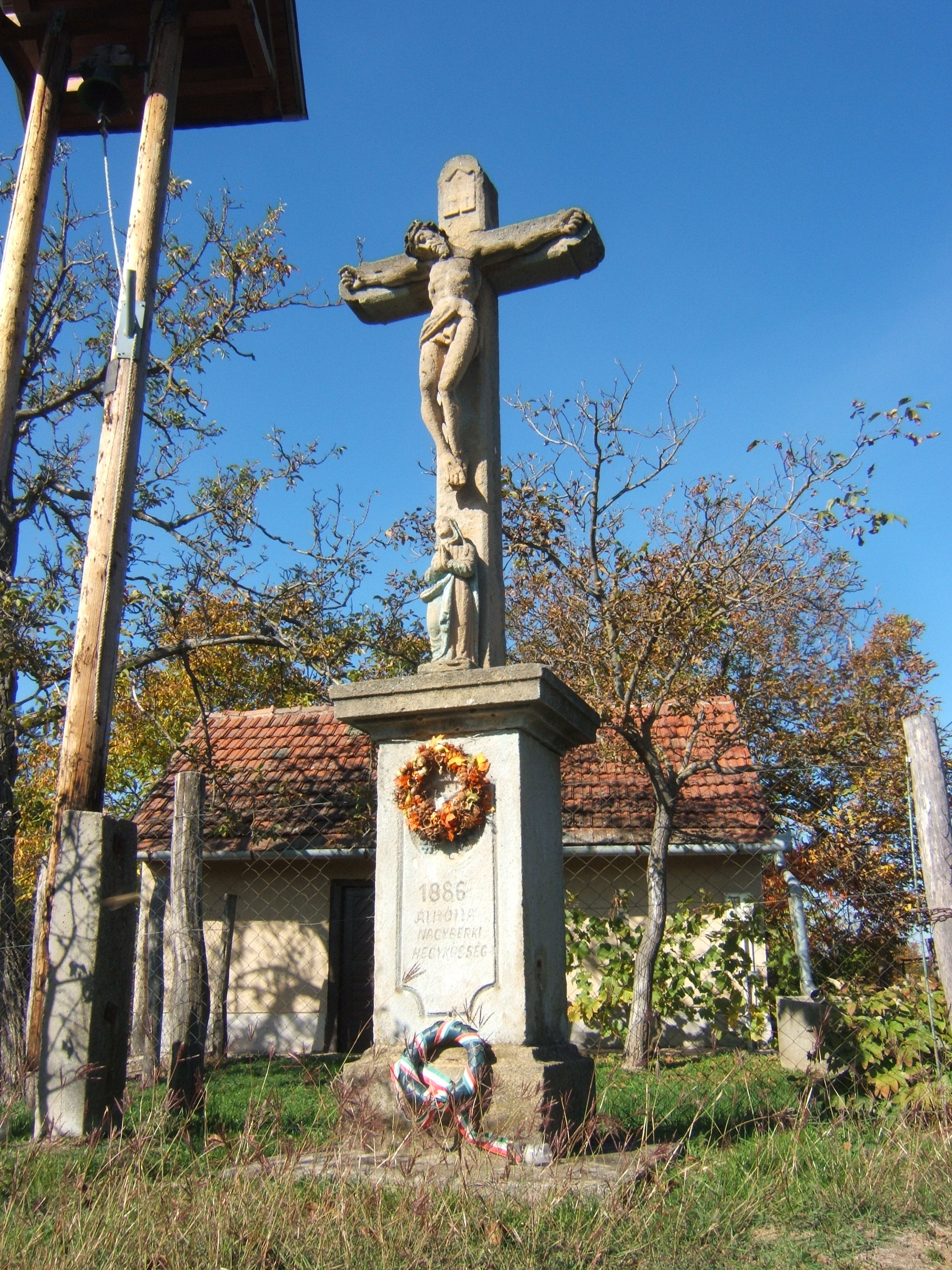
Kőfeszület a Nagyberkihez tartozó Kata-hegyen